# Халед Хосеини
Халед Хосеини (перс. خالد حسینی) је књижевник и лекар. Родом је из Авганистана, а тренутно живи и ради у Калифорнији у САД. До сада је објавио три романа, а 2006. је именован за амбасадора добре воље УНХЦР-а.

## Биографија
Рођен је 4. марта 1965. године у Кабулу. Отац му је био дипломата у Министарству спољних послова Авганистана, а његова мајка је предавала персијски језик и историју у средњој школи. Са породицом се, због очевог посла, 1970. године преселио у Техеран. Ту су живели до 1973. и након тога су се вратили у Кабул. Три године касније, из истих разлога, су се преселили у Париз. Намеравали су да се врате у Кабул 1980. године, али се у то време у Авганистану већ одиграо комунистички преврат и инвазија совјетске војске. Због тога су Хосеинијеви затражили и добили политички азил од Сједињених Америчких Држава.
У септембру 1980. су се преселили у Сан Хозе. Кратко време су живели од социјалне помоћи и бонова за храну, пошто су у Авганистану изгубили сву своју имовину.
Халед Хосеини је матурирао 1984. и уписао се на универзитет Санта Клара, где је дипломирао на основним студијама из биологије 1988. Следеће године је уписао школу медицине „Сан Дијего“, универзитета у Калифорнији, где је 1993. стекао диплому из медицине. Завршио је стажирање у болници Сидар-Синај у Лос Анђелесу и 1996. је специјализовао интерну медицину.
Паралелно се бавио и писањем. Његов дебитантски роман „Ловац на змајеве“ (енгл. The Kite Runner), објављен 2003, је продан у преко 12 милиона примерака широм света. Према овој књизи је 2007. године снимљен истоимени филм. Његово друго дело носи назив „Хиљаду чудесних сунаца“ (енгл. A Thousand Splendid Suns). Објављено је 2007. и већ до априла наредне године је само у Уједињеном Краљевству продано у преко 700.000 примерака. И за ову књигу су откупљена права за снимање филма, а његов излазак се очекује 2015. године. 21. маја 2013. Халед Хосеини је објавио свој трећи роман, "А планине одјекнуше".